# 레아 더럼
리아 더럼(Rhea Durham, 영어 발음: /ˈriə/, 1978년 6월 1일 ~ )은 미국의 모델이다. 배우 마크 월버그의 아내다.

## 출연 작품

### 텔레비전
- 이야기 도시 (2001) - 본인 역 카메오